# Tartronate semialdéhyde
Le tartronate semialdéhyde est un intermédiaire du métabolisme de l'ascorbate, des aldarates, du glyoxylate et des dicarboxylates. Il est notamment produit par la 2-déshydro-3-désoxyglucarate aldolase (EC 4.1.2.20) à partir du 2-déshydro-3-désoxy-D-glucarate et du 5-déshydro-4-désoxy-D-glucarate.